# Kołodzieje (województwo podkarpackie)
Kołodzieje – wieś w Polsce położona w województwie podkarpackim, w powiecie stalowowolskim, w gminie Bojanów. Do końca 2017 roku był to przysiółek wsi Przyszów.
| SIMC    | Nazwa  | Rodzaj     |
| ------- | ------ | ---------- |
| 0789068 | Występ | przysiółek |

W latach 1975–1998 przysiółek administracyjnie należał do województwa tarnobrzeskiego.